# Domenico Sestini
Domenico Sestini (Firenze, 1750 – Firenze, 1832) è stato un archeologo e numismatico italiano, celebre viaggiatore nel Vicino e Medio Oriente.

## Biografia
Durante i suoi numerosi viaggi visitò la Sicilia (dove era stato nominato custode della biblioteca e del museo del nobile catanese Ignazio Paternò Castello principe de' Biscari), l'Asia Minore (dove imparò il turco, che traslitterava con un sistema molto efficace di sua invenzione), la Siria, la Mesopotamia (Baghdad, Bassora), l'Egeo, quindi i Balcani, l'Ungheria (ospite di vari illustri personalità del calibro di Cristoforo Migazzi) ed infine la Germania. In Germania lavoro per la risistemazione della collezione numismatica, che in seguito divenne il nucleo del Münzkabinett.
Nel 1810 si recò a Parigi, per poi tornare a Firenze, come bibliotecario della granduchessa Elisa Baciocchi. 
In Ungheria ritornerà per riordinare la collezione numismatica dei Viczay (Mihály Viczay senior e Mihály Viczay junior) a Hédervár (Museo Hedervariano). Sarà proprio in seguito a tali lavori fatti in Ungheria che il granduca di Toscana Ferdinando III lo nominò professore all'università di Pisa.È sepolto nella Chiesa di Santa Croce a Firenze.

## Opere
- ‘‘Descrizione del museo di antiquaria e del gabinetto di storia naturale del principe di Biscari", Firenze'’, 1776
- "Lettere", Firenze-Livorno, 1779-1785
- "Viaggio da Costantinopoli a Bassora fatto dall'abate Domenico Sestini accademico etrusco", Yverdun, 1786
- "Lettere e dissertazioni", Livorno-Roma, 1786-1806
- "Viaggi", Firenze-Livorno, 1786-1815
- "Opuscoli", Firenze, 1789
- "Viaggio da Costantinopoli a Bukuresti fatto l'anno 1779 con l'aggiunta di diverse lettere relative a varie produzioni, ed osservazioni asiatiche", Roma, 1794
- "Descrizione del viaggio fatto da Vienna per il Danubio insino a Rusciuk, e di là insino a Varna, e quindi per il Mar-Nero a Costantinopoli", Berlino, 1807
- "L'illustrazione di un vaso antico di vetro ritrovato in un sepolcro presso l'antica Populonia, ed esistente oggi nel Cimelio particolare di S.A.I. e R. Madama la Gran Duchessa di Toscana Principessa di Lucca di Piombino", Firenze, 1812
- "Viaggio curioso-scientifico-antiquario per la Valachia, Transilvania e Ungheria fino a Vienna", Firenze, 1815, su books.google.com.

## Pubblicazioni
- Lettere e dissertazioni numismatiche di Domenico Sestini - Biblioteca Italiana ossia Giornale di letteratura scienze ed arti (1818 apr, Volume 10, Fascicolo), su emeroteca.braidense.it.
- Lettera di Domenico Sestini sopra diverse medaglie appartenenti a Thalassa, Città Cretica - Biblioteca Italiana ossia Giornale di letteratura scienze ed arti (1816 apr, Volume 2, Fascicolo), su emeroteca.braidense.it.
- Lettera di Domenico Sestini sopra diverse medaglie appartenenti a Thalassa, Città Cretica (Continuazione e fine) - Biblioteca Italiana ossia Giornale di letteratura scienze ed arti (1816 giu, Volume 2, Fascicolo), su emeroteca.braidense.it.
- Archeologia, Numismatica e Belle arti - Descrizione della medaglie antiche greche del museo Hedervariano, di D. Sestini - Biblioteca Italiana ossia Giornale di letteratura scienze ed arti (1829 ago, Volume 55, Fascicolo), su emeroteca.braidense.it.
- Numismatica - Descrizione di alcune medaglie greche del museo Chaudoir, di D. Sestini - Biblioteca Italiana ossia Giornale di letteratura scienze ed arti (1831 ago, Volume 63, Fascicolo), su emeroteca.braidense.it.